# Kye Sun-hui
Kye Sun-Hui, född 2 augusti 1979 i Pyongyang i Nordkorea, är en nordkoreansk före detta judoka.

## Meriter
- OS
  - 1996 - Guld
  - 2000 - Brons
  - 2004 - Silver
  - 2008 - femtonde

- VM
  - 1997 - Silver
  - 1999 - Brons
  - 2001 - Guld
  - 2003 - Guld
  - 2005 - Guld
  - 2007 - Guld